# Ehrengard
Ehrengard è un film del 1982 diretto da Emidio Greco. È tratto dal romanzo omonimo di Karen Blixen, pubblicato postumo nel 1963. Il film è stato distribuito una seconda volta nel 2003.
Nel 2023 esce il remake, Ehrengard - L'arte della seduzione di produzione danese e distribuito su Netflix, curato dalla stessa regina Margherita II di Danimarca.

## Trama
In un principato europeo di inizio XIX secolo non bene specificato e un poco da operetta, la granduchessa, preoccupata perché il suo unico figlio, Lotario, non sembra voler sposarsi, si confida con l'amico pittore Cazotte, che è affascinato dalle donne e cultore di dongiovannismo, e che consiglia di separare i due. A questo punto si scatena una girandola di seduzioni che richiama, anche grazie all'elegante fotografia e alla musica, una forma sonata di ribaltamenti. Lotario si sposa ma la moglie è in attesa da prima del matrimonio e Cazotte vorrebbe sedurre la sua ancella, la verginea Ehrengard, che riesce a tenergli testa e lo mette in ridicolo.